# 18 януари
18 януари е 18-ият ден в годината според григорианския календар. Остават 347 дни до края на годината (348 през високосна година).

## Събития
- 532 г. – В Константинопол въстанието Ника, насочено срещу високите данъци и корупцията при император Юстиниан I, е потушено жестоко от войниците на Велизарий, избити са около 30 хил. души.
- 1535 г. – Испански конкистадори основават на тихоокеанското крайбрежие днешната столица на Перу – Лима.
- 1701 г. – Коронован е първият пруски крал Фридрих I.
- 1825 г. – Открита е сегашната сграда на Болшой театър в Москва.
- 1871 г. – Във Версайския дворец е провъзгласено обединяването на Прусия, Елзас и Лотарингия в Германска империя (Вторият райх), за император е коронован Вилхелм I, a за канцлер Ото фон Бисмарк.
- 1911 г. – Осъществено е първото кацане на самолет върху палубата на кораб.
- 1919 г. – Започва работа Парижката мирна конференция за изработване на мирните договори след Първата световна война.

- 1943 г. – Втората световна война: Съветската войска пробива блокадата на Ленинград.
- 1945 г. – Втората световна война: Британският премиер Уинстън Чърчил призовава Нацистка Германия да обяви капитулация.
- 1956 г. – Влиза в действие първата българска радиорелейна линия между София и Пловдив.
- 1960 г. – Във Варна е основано държавното издателство Георги Бакалов.
- 1964 г. – Започва строителството на Световен търговски център в Ню Йорк. (разрушен 2001 г.)
- 1969 г. – Самолетът при полет 266 на „Юнайтед Еър Лайнс“ се разбива в залива Санта Моника, западно от международното летище в Лос Анджелис и убива всички 32 пътници и 6 членове на екипажа.
- 1985 г. – На среща на Политбюро на ЦК на БКП с първите секретари на окръжните партийни комитети е отчетено, че дотогава са сменени имената на 310 000 български турци, и за първи път са говори за „възродителен процес“.
- 1986 г. – Самолет на „Айровиас“ се разбива при заход към летище „Санта Елена“, Флорес, Гватемала и убива всички 94 души на борда.
- 1988 г. – Самолетът при полет 4146 на „Чайна Саутуест Еърлайнс“ се разбива близо до летище „Чунцин Байшиуи“, Чунцин в Китай и убива всички 108 пътници и екипаж на борда.
- 1990 г. – Издадена е заповед за арестуване на Тодор Живков, като главен виновник за икономическата криза в България.
- 1991 г. – В отговор на американските бомбардировки, Ирак започва ракетен обстрел на Израелски градове.
- 1997 г. – Норвежецът Бьорг Ослунд става първият човек, прекосил сам Антарктида.
- 2000 г. – Мюсюлмански фанатици разрушават 11 християнски храмове в град Матарам, Индонезия.
- 2012 г. – Достъпът до англоезичната Уикипедия е спрян в цял свят като форма на протест срещу законопроектите SOPA и PIPA в САЩ.

## Родени
- 1689 г. – Шарл дьо Монтескьо, френски мислител († 1755 г.)
- 1795 г. – Анна Павловна (Романова), кралица на Нидерландия († 1865 г.)
- 1830 г. – Григор Пърличев, български писател († 1893 г.)
- 1834 г. – Йоаким III, константинополски патриарх († 1912 г.)
- 1835 г. – Цезар Кюи, руски композитор († 1918 г.)
- 1849 г. – Никола Цвятков, български революционер
- 1849 г. – Едмънд Бартън, австралийски политик († 1920 г.)
- 1855 г. – Атанас Шопов, български книжовник († 1922 г.)
- 1856 г. – Никола Генев, български военен деец († 1934 г.)
- 1861 г. – Григор Грънчаров, български военен деец († 1928 г.)
- 1868 г. – Кантаро Судзуки, министър-председател на Япония († 1948 г.)
- 1874 г. – Георги Атанасов, български художник († 1951 г.)
- 1875 г. – Алексей Иванович Абрикосов, руски патологоанатом († 1955 г.)
- 1876 г. – Георги Христов, български революционер († 1964 г.)
- 1879 г. – Александър Балабанов, български учен († 1955 г.)
- 1882 г. – Алън Милн, английски писател († 1956 г.)
- 1883 г. – Иван Кинкел, български икономист († 1945 г.)
- 1884 г. – Павел Францалийски, български художник († 1956 г.)
- 1887 г. – Йозеф Фолтман, германски офицер († 1958 г.)
- 1892 г. – Оливър Харди, американски актьор († 1957 г.)
- 1894 г. – Константин Гърнев, български художник († 1966 г.)
- 1904 г. – Борис Бабочкин, руски артист († 1975 г.)
- 1904 г. – Кари Грант, американски актьор († 1986 г.)
- 1905 г. – Александър Стаменов, български художник († 1971 г.)
- 1908 г. – Михаил Герасимов, български химик († 2002 г.)
- 1909 г. – Асен Василев, български художник († 1987 г.)
- 1914 г. – Арно Шмит, немски писател († 1979 г.)
- 1921 г. – Йоичиро Намбу, американски физик, Нобелов лауреат през 2008 г. († 2015 г.)
- 1923 г. – Александър Гърличков, югославски политик († 1990 г.)
- 1925 г. – Жил Дельоз, френски философ († 1995 г.)
- 1931 г. – Ивелин Димитров, български музикант († 2008 г.)
- 1932 г. – Робърт Антон Уилсън, американски автор († 2007 г.)
- 1933 г. – Йордан Соколов, български политик († 2016 г.)
- 1935 г. – Дамян Дамянов, български поет († 1999 г.)
- 1937 г. – Джон Хюм, британски политик, Нобелов лауреат през 1998 г. († 2020 г.)
- 1939 г. – Иван Василев - Катила, български футболист († 2021 г.)
- 1940 г. – Милош Зяпков, български писател († 1990 г.)
- 1940 г. – Недялко Йорданов, български поет
- 1940 г. – Ива Дзаники, италианска певица и телевизионна водеща
- 1947 г. – Такеши Китано, японски актьор
- 1948 г. – Ем Си Гейни, американски актьор
- 1950 г. – Жил Вилньов, канадски пилот от Ф1 († 1982 г.)
- 1954 г. – Валентин Михов, български футболен деятел
- 1955 г. – Кевин Костнър, американски актьор
- 1963 г. – Петер Щам, швейцарски писател
- 1965 г. – Мирослав Севлиевски, български политик
- 1966 г. – Александър Халифман, световен шампион по шахмат
- 1967 г. – Иван Саморано, чилийски футболист
- 1968 г. – Драгана Миркович, сръбска певица
- 1969 г. – Лилия Маравиля, българска актриса
- 1970 г. – Джонатан Дейвис, американски музикант
- 1971 г. – Кристиан Фитипалди, бразилски пилот от Ф1
- 1980 г. – Робърт Грийн, английски футболист
- 1983 г. – Вихрен Узунов, български футболист
- 1984 г. – Чо Сюн Ху, южнокорейски масов убиец († 2007 г.)
- 1987 г. – Йохан Джуру, швейцарски футболист
- 1988 г. – Анджелик Кербер, германска тенисистка
- 1994 г. – Минзи, южнокорейска танцьорка и член на групата 2NE1
- 2001 г. – Томас Раги, италиански китарист и член на Монескин

## Починали
- 350 г. – Констант, римски император (* 333 г.)
- 474 г. – Лъв I, византийски император (* 401 г.)
- 1174 г. – Владислав II, крал на Бохемия (* 1110 г.)
- 1246 г. – Йоаким I, търновски патриарх (* неизв.)
- 1586 г. – Маргарита Пармска, херцогиня на Парма (* 1522 г.)
- 1854 г. – Джуда Туро, американски филантроп (* 1775 г.)
- 1862 г. – Джон Тейлър, 10-и президент на САЩ (* 1790 г.)
- 1878 г. – Антоан Бекерел, френски физик (* 1788 г.)
- 1883 г. – Марин Калугеров, български духовник (* 1837 г.)
- 1890 г. – Мариано Гуадалупе Валехо, американски военен и политик (* 1807 г.)
- 1905 г. – Александър Турунджев, български революционер (* 1872 г.)
- 1906 г. – Петър Юруков, български революционер (* 1882 г.)
- 1910 г. – Александър Чакъров, български революционер (* 1869 г.)
- 1923 г. – Петко Момчилов, български архитект (* 1864 г.)
- 1936 г. – Ръдиард Киплинг, британски писател, Нобелов лауреат през 1907 г. (* 1865 г.)
- 1967 г. – Димитър Михалчев, български философ (* 1880 г.)
- 1971 г. – Месру Мехмедов, български диригент (* 1935 г.)
- 1977 г. – Карл Цукмайер, немски писател (* 1896 г.)
- 1978 г. – Хасан Аскари, пакистански писател и философ (* 1919 г.)
- 1988 г. – Росен Босев, български белетрист (* 1946 г.)
- 1992 г. – Петър Стъпов, български писател (* 1910 г.)
- 1995 г. – Адолф Бутенандт, германски биохимик, Нобелов лауреат през 1939 г. (* 1903 г.)
- 2006 г. – Ян Твардовски, полски поет (* 1915 г.)
- 2007 г. – Марко Семов, български писател и публицист (* 1939 г.)
- 2014 г. – Дойно Дойнов, български историк (* 1929 г.)
- 2023 г. – Дейвид Кросби, американски кънтри рок автор на песни и музикант (* 1941 г.)

## Празници
- Международния ден на Снежния човек
- Православна църква – Св. Атанасий Велики – Атанасовден (Имен ден празнуват Атанас, Атанаска, Наско, Начо, Таню, Тинка и др.)
- България – Празник на село Генерал Тодоров, Благоевградска област
- Тайланд – Ден на въоръжените сили